# Archilopsis arenaria
Archilopsis arenaria är en plattmaskart som beskrevs av Martens, Curini-Galletti och Benedetto Luigi Puccinelli 1989. Archilopsis arenaria ingår i släktet Archilopsis och familjen Monocelididae. Inga underarter finns listade i Catalogue of Life.